# Teatro Rialto (Montreal)
El Teatro Rialto (en francés: Théâtre Rialto) es un antiguo palacio de cine ubicado en Park Avenue en Montreal, Quebec, Canadá. Está designado como Sitio Histórico Nacional de Canadá.

## Historia
Construido en 1923-1924 y diseñado por el arquitecto de Montreal Joseph-Raoul Gariépy, que se especializó en proyectos de teatro y hospitales, el Rialto se inspiró en la Ópera de París de estilo Napoleón III. El interior fue diseñado por Emmanuel Briffa, diseñador de más de sesenta salas de cine canadienses, al estilo Luis XVI. El Rialto funcionó como cine hasta la década de los noventa. Su gran auditorio tenía 770 asientos en el patio de butacas y 600 en el palco. El edificio incluía también tiendas en la planta baja, un salón de baile, un jardín en la azotea y una bolera en el sótano. Además de las proyecciones de películas, ofrecía espectáculos musicales y teatrales. La compañía de danza La La Human Steps tenía allí un local de ensayo.
En los años 90, fue vendido a Elias Kalogeras, que abandonó los usos culturales para desarrollar actividades comerciales, lo que suscitó una gran oposición en el barrio. Eso hizo que sufriese muchos cambios desde el 2000. Se quitaron todos los asientos  e incluso se intentó convertirlo en un asador. Después de veinte años de propiedad, Kalogeras finalmente pudo venderlo en marzo de 2010 a Le Groupe Merveilles Inc. y sus propietarios Ezio Carosielli y Luisa Sassano, que han hecho lo posible para salvaguardar su arquitectura única.